# Amtsapotheke Hachenburg

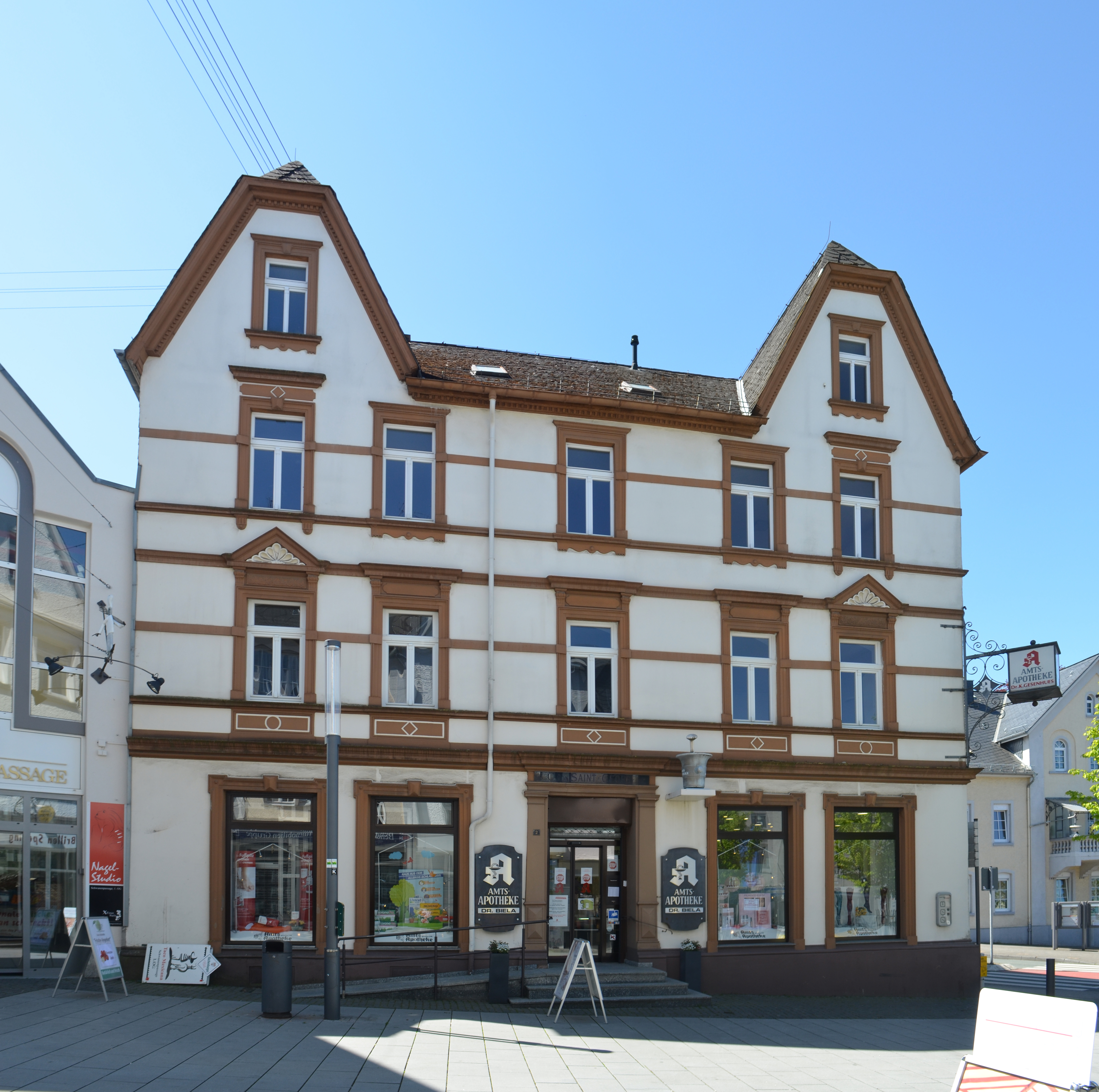
Amtsapotheke Hachenburg

Die Amtsapotheke Hachenburg ist eine Apotheke mit Sitz in  Hachenburg im Westerwald und war im Herzogtum Nassau Amtsapotheke. Das Apothekengebäude in der Wilhelmstraße 2 steht unter Denkmalschutz.

## Geschichte

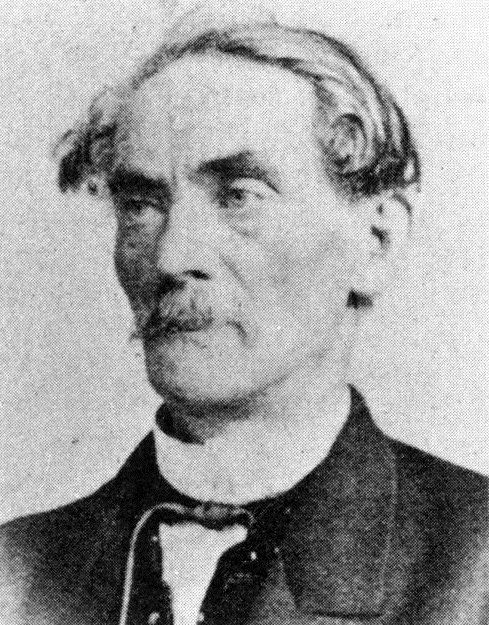
Amtsapotheker Georg Mergler

Die Apotheke in Hachenburg wurde am 18. Februar 1799 durch Burggraf August von Kirchberg und am 19. August 1799 durch Fürstin Isabella von Nassau in Beisein ihres Gemahls Fürst Friedrich Wilhelm von Nassau-Weilburg konzessioniert. Eigentümer war der Medizinalrat Vogler. Da dieser als Arzt keine Apotheke betreiben durfte, verkaufte er die Apotheke an einen Verwandten, J.H.C. Vogler. Dieser wurde gemäß dem Medizinaledikt von 1818 zum Amtsapotheker für das Amt Hachenburg ernannt und blieb bis zu seinem Tod 1831 in dieser Funktion.
Nach dessen Tod erwarb der Kandidat der Pharmazie Georg Mergler aus Lorch die Apotheke und wurde nach bestandener Prüfung im gleichen Jahr zum Amtsapotheker bestellt. 1869 ging die Apotheke in den Besitz seines Sohnes Wilhelm Mergler über, der seine Nachfolge als Amtsapotheker antrat.